# Balsa (Magyarország)
Balsa község Szabolcs-Szatmár-Bereg vármegyében, az Ibrányi járásban.

## Fekvése
Belterülete a Tisza bal partján, mintegy 5 négyzetkilométernyi külterülete a Tisza jobb partján, a vármegye északnyugati szélén fekszik, Tokajtól mintegy 15 kilométerre északkeletre.
Szomszédai: nyugat felől a vármegye névadó községe, Szabolcs, ahol még ma is látható az avar korabeli földvár, észak felől a Tisza jobb partján lévő Kenézlő, kelet felől Gávavencsellő. Délen és délnyugaton határszéle Rakamaz és Timár külterületeivel érintkezik.
A falu az 1930-ban épített, de a második világháborúban a visszavonuló német csapatok által 1944 végén felrobbantott Balsai Tisza-híd fennállása idején fontos tiszai átkelőhely is volt, amelyen keskeny nyomtávú vasút és közút haladt át.

### Megközelítése
A vízi utat leszámítva ma csak közúton érhető el, Szabolcs vagy Gávavencsellő érintésével, a 3821-es úton. Az ország távolabbi részei felől a legegyszerűbben a 38-as főút felől közelíthető meg, a 11 kilométerre fekvő Rakamaznál letérve. [Külterületeit, a Tisza jobb parti oldalán érinti a 3802-es és a 3803-as út is.]
Vonattal a MÁV 118-as számú (Nyíregyháza NYK–Kótaj–Buj–Herminatanya–Balsai Tisza-part) vonalán volt elérhető (melynek 1944-ig itt Tisza-hídja is volt), azonban e vonalon 2009. szeptember 17. óta szünetel a forgalom.

## Története
Balsa nevének legrégibb írásos említése a 13. század végéről maradt fenn. Elnevezését Bulcsú vezértől származtatják, mert Árpád fejedelem Bulcsúnak, a „Véresszájú zászlótartónak” adományozta a települést.
Régi oklevelekben átkelő- és vámhelyként említik. 1291-ben a Szente-mágnás nemzetség szabolcsi ágának tulajdona lett. Később a Petneházi család, majd az egri káptalan volt a földbirtokos.
1648-ban a sárospataki Rákóczi-uradalom jobbágyfaluja volt. 1708-ban a II. Rákóczi Ferenc által adott privilégium nemcsak a vármegyei igazgatás és igazságszolgáltatás alól mentesítette a hajdúvá lett mezőváros lakosait, hanem az uradalom tisztjeinek hatalma alól is.
1720-ban a kincstár is lakosokat telepített a faluba.
1836-tól kezdve a gróf Dessewffy család bírtokolta. Ebben az évben csaknem az egész település a tűz martaléka lett. 
1848. december 31-én az Országgyűlés Debrecenbe tette át székhelyét. Mészáros Lázár honvédserege a kassai vereség után Tokajig vonult vissza, ahol január 19-én Klapka György vette át a fővezérséget. Klapka január 23-án Mészáros Lázár szétzüllött hadával átkelt a Tiszán, és főleg a Tisza-vonal megvédésére törekedett. Seregét a folyóval szemközt, Rakamaz és Balsa között állította fel, s itt verte vissza Schlik tábornok támadásait. E harcoknak köszönhető, amelyekben a balsai 48-as honvédok is részt vettek, hogy a térség az orosz sereg bejöveteléig megmenekült a háború borzalmaitól.

## Népesség
A település népességének változása:
| Lakosok száma | 837  | 854  | 838  | 771  | 647  | 650  | 646  |
|               | 2013 | 2014 | 2015 | 2021 | 2022 | 2023 | 2024 |

2001-ben a település lakosságának 98%-a magyar, 2%-a cigány nemzetiségűnek vallotta magát.
A 2011-es népszámlálás során a lakosok 84,5%-a magyarnak, 4% cigánynak mondta magát (15,4% nem nyilatkozott; a kettős identitások miatt a végösszeg nagyobb lehet 100%-nál). A vallási megoszlás a következő volt: római katolikus 26,9%, református 23,6%, görögkatolikus 21,4%, felekezeten kívüli 6,3% (21,5% nem válaszolt).
2022-ben a lakosság 85,2%-a vallotta magát magyarnak, 4,8% cigánynak, 0,3% ukránnak, 0,2% németnek, 3,1% egyéb, nem hazai nemzetiségűnek (14,5% nem nyilatkozott; a kettős identitások miatt a végösszeg nagyobb lehet 100%-nál). Vallásuk szerint 18,4% volt római katolikus, 18,2% református, 15% görög katolikus, 0,9% egyéb keresztény, 0,2% evangélikus, 3,6% felekezeten kívüli (43,3% nem válaszolt).

## Közélete

### Polgármesterei
- 1990–1994: Dr. Mátyás László (FKgP)[6]
- 1994–1998: Dr. Mátyás László (független)[7]
- 1998–2002: Dr. Mátyás László (FKgP)[8]
- 2002–2006: Dr. Mátyás László (független)[9]
- 2006–2010: Farkas Csabáné (független)[10]
- 2010–2014: Somogyi Szilvia (független)[11]
- 2014–2019: Somogyi Szilvia (független)[12]
- 2019–2024: Somogyi Szilvia (független)[13]
- 2024– : Somogyi Szilvia (független)[1]

## Nevezetességei
A község híres szülötte Cserhát József Batsányi-díjas költő, újságíró (1915-1969), aki Balsán született, itt járt iskolába és innét indult el a népi írók és a Nyugatosok táborába. Haláláig Balsa, Szabolcs és a Nyírség töltötte ki írásainak zömét.
A család 1928-ban költözött Budapestre.
- Nyírvidéki Kisvasút
- Kompátkelőhely
- Református templom

### A balsai református templom története
A falu lakossága három történelmi egyházhoz tartozik: római katolikus, görögkatolikus és református. A három egyházhoz tartozó falubeliek mindig békességben éltek egymás mellett, tisztelve egymás hitét. Mindhárom gyülekezetnek saját temploma van a községben.
A református gyülekezet régi temploma nem a jelenlegi új templom helyén állt. Az 1800-as évek elején egy tűzvészben a régi templom is elpusztult, de a gyülekezet újjáépítette. A toronyban két harang volt, és a templomban egy szép hangú, hat regiszteres orgona, amelyet Dukász Mihály orgonaépítő mester készített Beregszászban 1860 körül. 1939–40-ben, amikor Keresztúri Sándor volt a gyülekezet lelkipásztora, mellette segédlelkészként szolgált az akkor ifjú Körtvélyessy László. 1940-ben a Tiszántúli Egyházkerület püspöke Szeghalomra helyezte a fiatal segédlelkészt. A szeghalmi gyülekezet akkori lelkipásztora Tildy Zoltán későbbi köztársasági elnök volt.
Amikor 1944 nyarán elhunyt Keresztúri Sándor, a Balsai Református Gyülekezet korábbi segédlelkészét, Körtvélyessy Lászlót választotta  lelkipásztorává, aki később a jelenleg is álló templomot tervezte, építését irányította, és a rákövetkező évtizedekben egészen nyugdíjazásáig lelkipásztorként szolgált benne.

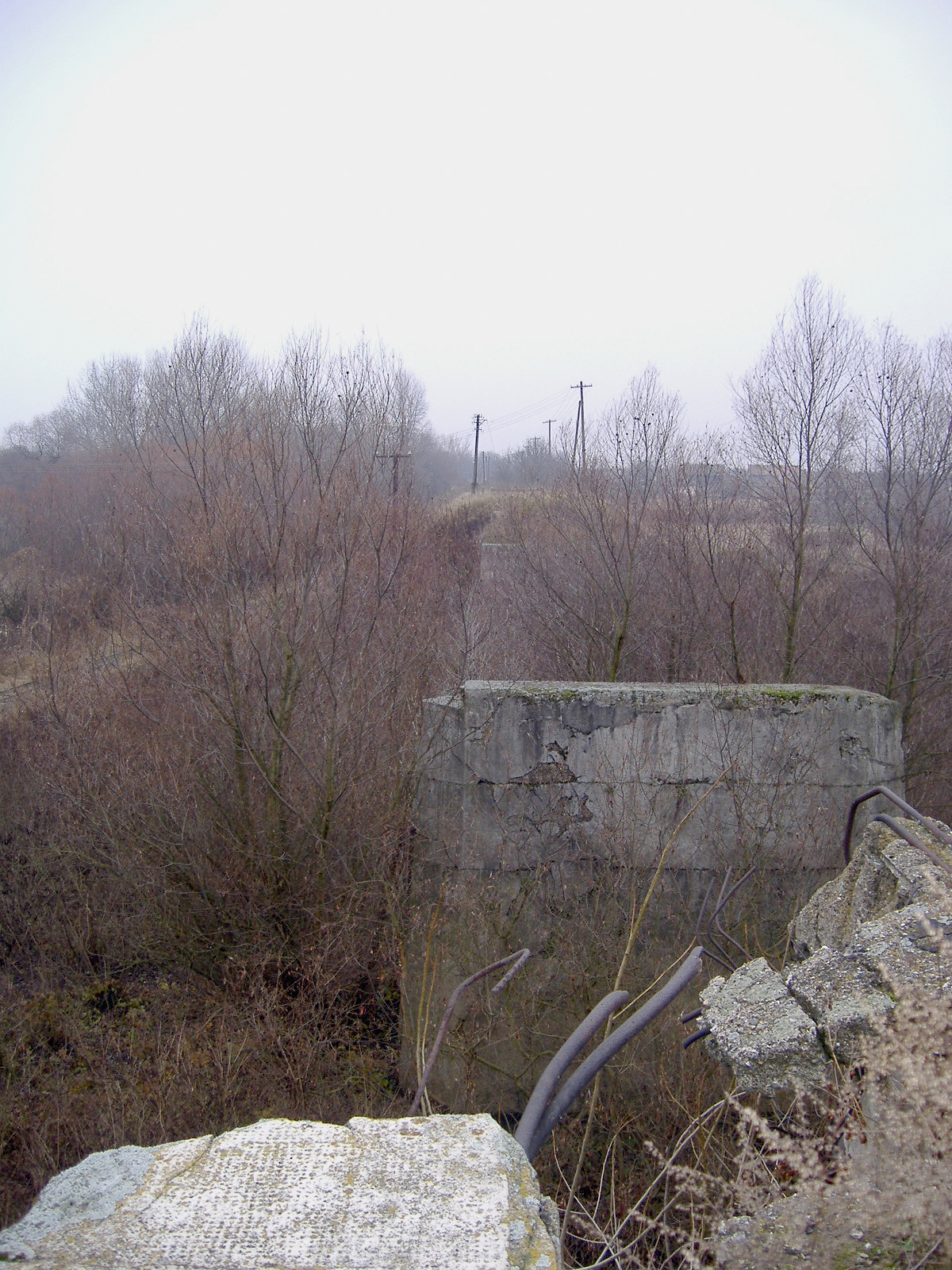
A balsai Tisza-híd romjai

A második világháború harci cselekményei 1944 őszén Balsát is elérték. A menekülő német csapatok óriási pusztítást végeztek és hagytak maguk után, hogy megnehezítsék a román és szovjet hadsereg áttörését a Tiszán. Felrobbantották a Tisza-hidat, amely azóta sem épült újjá, s roncsai ma is szomorú mementói a háborús rombolásnak. A Tisza vonalában lévő sok más település templomával együtt a balsai református templom is a háború áldozata lett, 1944. november 1-jén a németek felrobbantották. Balsa lakossága menekülésre kényszerült a Tiszától távolabbi tanyákra, településekre. A front elvonulása után a hazatérőket szomorú látvány fogadta: felrobbantott híd, templomok, kivágott villanyoszlopok, elrabolt háziállatok és takarmány, üres éléskamrák.
Az alig fél évvel korábban Balsára megválasztott, már családos fiatal lelkipásztor feleségével és két gyermekükkel, a másfél éves Lászlóval és a 10 napos csecsemő Jánossal együtt élte át a menekülés, a híd- és templomrobbantás borzalmait. A faluba, a parókiára, a gyülekezetbe visszatérő lakosok mindent megmentettek, ami menthető volt a romba dőlt templomból. Épen maradt, és ma is az új templomban áll a Kiss Ferenc kovácsmester által készített díszes kovácsoltvas úrasztala. Kiemelték a romok közül a lezuhant és darabokra tört harangok darabjait. A templomhajó hátsó karzatán lévő orgona viszonylag épen maradt. Az orgonát a lelkipásztor szakszerűen szétszedte, és a hívek alkatrészenként a parókiára hordták át. A robbanás erejétől a templomhajó oldalfalai is megrepedtek, megdőltek. A megmenthető ablakkereteket kibontották, és később a római katolikus egyháznak ajándékozták annak újjáépülő templomához.
A lelkipásztor mérnöki szakkönyveket szerzett be, alapozást, statikát, vasbetonszerelést, tetőszerkezetet, belsőépítészetet tanult, és hozzáfogott az új templom megtervezéséhez. Hosszú hónapok, éjszakákba nyúló munkájával elkészültek a templom tervrajzai. A terveket a Tiszántúli Egyházkerület főépítésze átvizsgálta és hibátlannak minősítette. A lelkipásztor azokra is gondolt, akik a gyülekezetben nem járatosak a mérnöki tervrajzok megértésében: elkészítette a tervezett templom 1:100 léptékű makettjét, amely azóta a Debreceni Református Kollégium múzeumában látható.
Az építkezés a fiatal lelkipásztor kitartásának köszönhetően, a gyülekezeti tagok áldozatkészségéből és önzetlenségéből, valamint a Tildy Zoltán köztársasági elnök segítségével kapott állami segélyből valósulhatott meg. A templomszentelésre 1951. október 28-án, vasárnap került sor. A templom azóta is áll, de a templomhajó és a torony tetőszerkezetei korhadnak, a palafedés mállik, porlad, nincs a templomban fűtés, és a műemlék orgona is felújításra szorulna. Ha mindez megoldódna, a templom külső díszkivilágítással a környék egyik legszebb látványossága lehetne, de a sok évtizeden át nagy áldozatokat hozó, erején felül dolgozó és adakozó kis református gyülekezet a mai időkben saját erejéből ezt már nem tudja megoldani.